# Gontán (Verea)
Gontán (llamada oficialmente Santo André de Gontán) es una parroquia y un lugar del municipio español de Verea, en la provincia de Orense, Galicia.

## Toponimia
La parroquia también es conocida por el nombre de San Andrés de Gontán.

## Historia
Hacia mediados del siglo XIX, la parroquia, ya por entonces perteneciente a Verea, tenía contabilizada una población de 380 habitantes. Aparece descrita en el octavo volumen del Diccionario geográfico-estadístico-histórico de España y sus posesiones de Ultramar de Pascual Madoz con las siguientes palabras:

GONTAN (San Andres): felig. en la prov. y dióc. de Orense (4 1/2 leg.), part. jud. de Bande (1 1/2), ayunt. de Verea (1/4): sit. en la falda oriental de los montes de Cejo, con buena ventilacion y clima saludable. Tiene unas 55 casas y una igl. parr. (San Andrés), servida por un cura de entrada y de provision ordinaria, tambien hay una ermita propia del vecindario. Confina el térm. N. Domes; E. Ourille; S. Verea, y O. Sta. Maria de Cejo. El terreno es montuoso y de inferior calidad: nace en esta felig. un arroyo que corre de O. á E. y confluye en el r. Sorga. Los caminos son locales: cruzando tambien por el térm. el que desde la cap. de prov. conduce á Portugal. prod.: maiz, centeno, patatas, leña y pastos; se cria ganado vacuno, lanar y cabrio, y hay caza de perdices, codornices, liebres y conejos. pobl.: 55 vec., 380 alm. contr. con su ayunt. (V.)
(Madoz, 1847, p. 444)

## Organización territorial
La parroquia está formada por una entidad de población:
- Gontán

## Demografía
Gráfica demográfica del lugar y parroquia de Gontán según el INE español:
| Gráfica de evolución demográfica de Gontán entre 2000 y 2023 |
|                                                              |
| Datos según el nomenclátor publicado por el INE.             |